# Taido

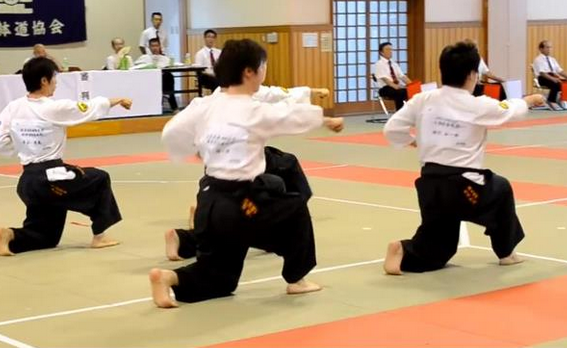
En grupp taido-utövare

Taido är en budokonst, skapad 1965 av Seiken Shukumine. Han utvecklade kampformen ur karatestilen Gensei Ryu.
Taidon är en budo där rörligheten betonas och utövarna ser till att kunna utnyttja alla tre dimensionerna. Taido har ett speciellt fotarbete kallat unsoku, som bygger på att man inte rör sig på en linje, utan istället byter vinkel i förhållande till motståndaren. I taido betonas inte blockeringar så som i karate, utan man strävar istället efter att undvika motståndarens attack. Det optimala är att man samtidigt utför en motattack.

## Utbredning
Taido kom till Sverige och utanför Japan via Kauko Korhonen som grundade klubben Taidokan i Stenungsund, vilken var den första i Sverige/Europa. I Sverige organiseras taidon genom Svenska Budo- och Kampsportsförbundets kampsportssektion. 

## Teknikkategorier
Taidons tekniker indelas i fem kategorier:
- Sen - Vertikalt spinnande rörelser
- Untai - Våglika rörelser (inkluderar hopp)
- Hen - Undanfallande rörelser
- Nen - Horisontellt spinnande rörelser
- Ten - "Rullande" rörelser, som inkluderar akrobatik, till exempel kullerbyttor och frivolter.

Dessa fem rörelsetyper kombineras med bland annat slag, sparkar och fällningar.
Man tävlar i jissen (kamp), hokei (form, motsv. kata) och tenkai - en uppgjord kamp med en person mot fem motståndare. Man tävlar både individuellt och lagvis i jissen och hokei.

## Gradsystem
Taido använder, likt karate, judo och andra budoarter, ett system med färgade bälten:
- 0 kyu - vitt
- 6 kyu - lila (tidigare har blått använts då det var lättare att få tag på)
- 5 kyu - lila (eller blått) med ett tygmärke fastsytt i ena kanten av bältet
- 4 kyu - grönt
- 3 kyu - grönt med ett tygmärke fastsytt i ena kanten av bältet
- 2 kyu - brunt
- 1 kyu - brunt med ett tygmärke fastsytt i ena kanten av bältet
- 1-3 dan - svart
- 4-5 dan - svart eller, om man tar instruktörsgraden "Renshi", hälften svart/hälften lila på längden
- 6-7 dan - svart eller, om man tar instruktörsgraden "Kyoshi", hälften svart/hälften grön på längden
- 8 dan - svart eller, om man tar instruktörsgraden "Hanshi", hälften svart/hälften brun på längden